# Australiens delstater og territorier
 Der er for få eller ingen kildehenvisninger i denne artikel, hvilket er et problem. Du kan hjælpe ved at angive troværdige kilder til de påstande, som fremføres i artiklen.

Australien (officielt Commonwealth of Australia) er en forbundsstat bestående af seks delstater og ti territorier. Det australske fastland består af fem delstater (delstaten Tasmanien er en ø nær fastlandet) og tre territorier. Australien er verdens 6. største land, eksklusive Australian Antarctic Territory i Antarktis.
Alle delstater samt de to største territorier på fastlandet har delvist selvstyre, og de er alle repræsenteret i det føderale parlament. De resterende territorier er underlagt forbundsregeringen. I 2015 blev det tidligere selvstyrende territorium Norfolk Island underlagt føderalt styre. Kun tre oversøiske territorier er beboede. Resten er ubeboede, med undtagelse af ikke-permanente forskningsstationer.
| Delstat/territorium            | Forkortelse | Type        | Hovedstad (eller største bosættelse) | Befolkningstal | Areal (km²) |
| ------------------------------ | ----------- | ----------- | ------------------------------------ | -------------- | ----------- |
| Ashmore- og Cartierøerne       |             | Oversøisk   |                                      | 0              | 199         |
| Australian Antarctic Territory | AAT         | Oversøisk   | Davis Station                        | 1.000          | 5.896.500   |
| Australian Capital Territory   | ACT         | Territorium | Canberra                             | 395.200        | 2.358       |
| Christmas Island               |             | Oversøisk   | Flying Fish Cove                     | 2.072          | 135         |
| Cocosøerne                     |             | Oversøisk   | West Island                          | 596            | 14          |
| Koralhavsøerne                 |             | Oversøisk   | (Willis Island)                      | 4              | 10          |
| Heard- og McDonaldøerne        | HIMI        | Oversøisk   | (Atlas Cove)                         | 0              | 372         |
| Jervis Bay Territory           | JBT         | Territorium | (Jervis Bay Village)                 | 377            | 70          |
| New South Wales                | NSW         | Delstat     | Sydney                               | 7.704.300      | 800.642     |
| Norfolk Island                 |             | Oversøisk   | Kingston                             | 2.302          | 35          |
| Northern Territory             | NT          | Territorium | Darwin                               | 244.000        | 1.349.129   |
| Queensland                     | Qld         | Delstat     | Brisbane                             | 4.827.000      | 1.730.648   |
| South Australia                | SA          | Delstat     | Adelaide                             | 1.706.500      | 983.482     |
| Tasmanien                      | Tas         | Delstat     | Hobart                               | 518.500        | 68.401      |
| Victoria                       | Vic         | Delstat     | Melbourne                            | 6.039.100      | 227.416     |
| Western Australia              | WA          | Delstat     | Perth                                | 2.613.700      | 2.529,875   |